# Nikitskij bul'var
Nikitskij bul'var (in russo Никитский бульвар) è un boulevard che si trova nel centro di Mosca.
Il boulevard è parte dell'Anello dei boulevard e unisce piazza Arbatskaja con piazza Nikitskie Vorota all'incrocio con Bolshaya Nikitskaya. L'attuale viale verde si estende per soli due terzi della strada perché la sua parte meridionale fu rasa al suolo negli anni '60 per far posto a un tunnel sotto la piazza Arbat. Dal 1950 al 1994 la strada fu ribattezzata Suvopovskiij bul'var (in russo Суворовский Бульвар) in onore di generalissimo Alexander Suvorov, per poi riprendere l'attuale nome.
Nel viale si trova una statua dedicata allo scrittore Nikolaj Gogol', all'interno di un cortile del palazzo settecentesco dove l'autore trascorse i suoi ultimi anni (dal 1848 al 1852) e dove bruciò il manoscritto del secondo volume de Le anime morte. La statua, opera dello scultore Nikolaj Andreevič Andreev, presenta Gogol in uno stato di depressione e inizialmente si trovava sulla punta settentrionale del Gogolevskij bul'var, ma nel 1951 fu trasferita nella sua attuale collocazione e una seconda statua, opera dello scultore Nikolai Tomsky, fu posta in sua vece nel 1956.